# Frekvencia

Különböző frekvenciájú szinuszhullámok; a lentebbiek magasabb frekvenciájúak

A frekvencia egy periodikus jelenség (rezgés) „ismétlődési gyakoriságát” jelenti: egy esemény hányszor ismétlődik meg egységnyi idő alatt (idő alatti periódussűrűség).
Jele: f vagy ν (görög nű).
SI-mértékegysége: Hz (hertz, Heinrich Rudolf Hertz német fizikus neve után), ami ugyanazt jelenti, mint az s−1 (egy teljes periódus másodpercenként).

## Rezgésfrekvenciája
Harmonikus rezgés során egy periódus megtételéhez szükséges idő a (T) periódusidő.
A frekvencia (f) azt adja meg, hány periódusa megy végbe a rezgésnek adott idő alatt:
{\displaystyle f={\frac {1}{T}}}.

### Körfrekvencia
Egy rezgés vagy hullám {\displaystyle \omega } körfrekvenciáján a frekvencia {\displaystyle 2\pi }-szeresét értjük:
{\displaystyle \omega =2\pi f}.
Ez azt adja meg, hogy a leíráshoz használt szögváltozó (fázisa) mennyit változik egységnyi idő alatt (azaz a szögsebességet). Mértékegysége radián per másodperc (rad/s).
Ilyen módon egy harmonikus rezgés a következő alakok bármelyikével egyaránt jellemezhető:
{\displaystyle A\sin {\bigl (}\omega t{\bigr )}=A\sin {\bigl (}{2\pi }ft{\bigr )}=A\sin {\Bigl (}{\frac {2\pi }{T}}t{\Bigr )}}.

## Haladó hullám frekvenciája
Hang, elektromágneses hullám (mint a rádióhullám vagy a fény), elektromos jelek vagy más hullámok frekvenciáját mérve, a hertzben kapott frekvencia a másodpercenkénti periódusok száma. A görbe torzulása esetén mindig az alapgörbe frekvenciája értendő.
Az f frekvencia a hullám v sebességének és λ hullámhosszának a hányadosa:
{\displaystyle f={\frac {v}{\lambda }}}
tehát a frekvencia a hullámhosszal fordítottan arányos.
A vákuumon keresztül haladó elektromágneses hullámok ennek a speciális esete (v = c), ahol c a fénysebesség:
{\displaystyle f={\frac {c}{\lambda }}}.
Amikor a hullám egyik közegből átlép egy másikba (pl. fénytörés), a frekvenciája ugyanaz marad, csak a sebessége és - ennek következtében - a hullámhossza változik meg.

## Mérése

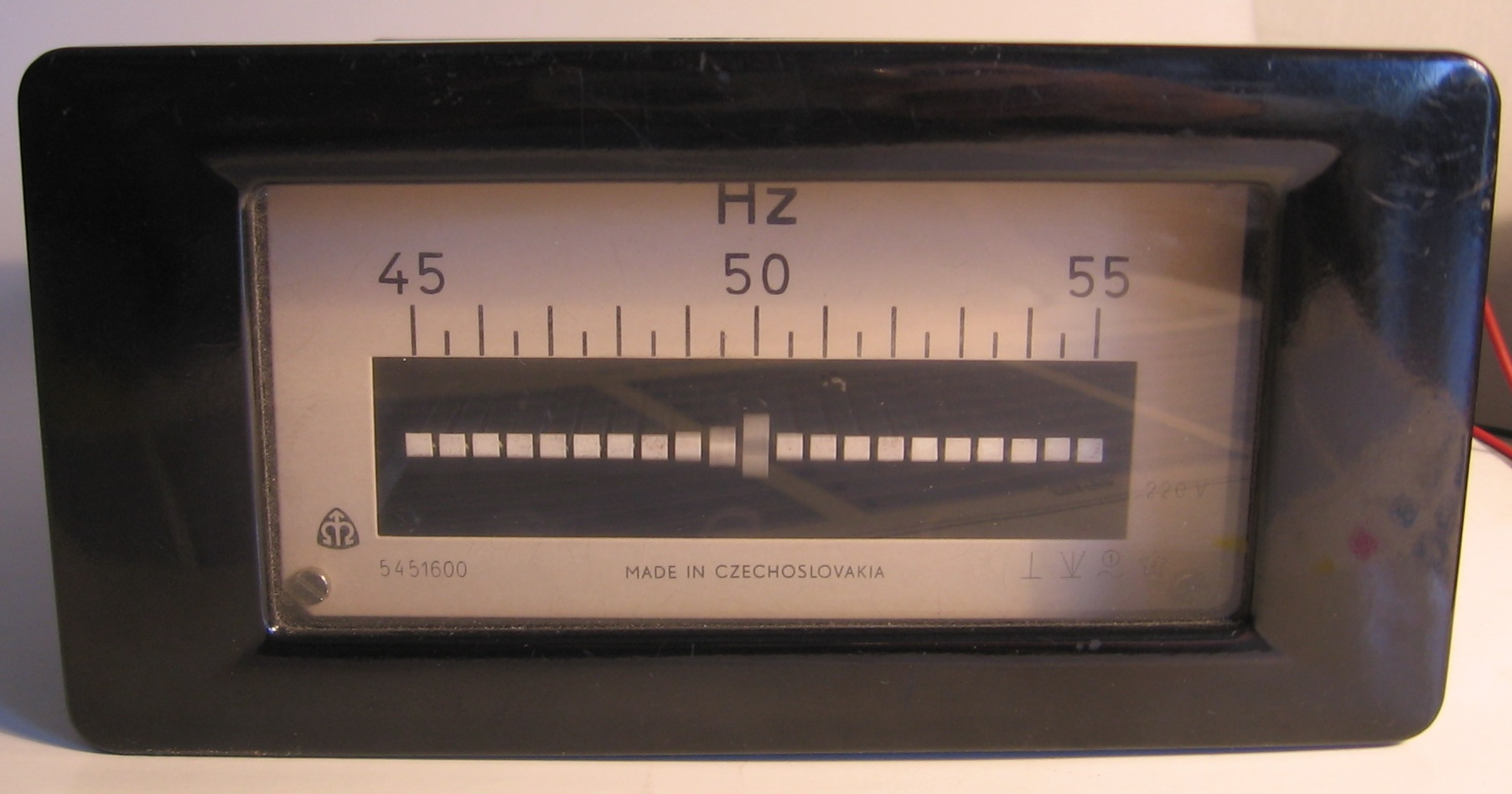
Frekvenciamérő

A frekvencia mérésekor megszámoljuk, hogy egy adott időtartam alatt hányszor ismétlődik meg az esemény, majd elosztjuk az illető időtartam hosszával.
1 Hz azt jelenti, másodpercenként egyszer következik be az esemény, 2 Hz azt, hogy kétszer stb. Az egység eredeti neve ciklus per másodperc (cps) volt, amit néha még ma is használnak. Más, a frekvenciát mérő egységek például a fordulat per perc (rpm) vagy a radián per másodperc (rad/s). A szívritmust és a zenei ritmust ütés per percben (bpm, beats per minute) mérik.

## Referenciafrekvenciák
Vannak általánosan elfogadott referenciafrekvenciák az idő mérése céljából. Az egyik ilyen az atomórák által használt frekvencia, a céziumatom egyik átmenetének frekvenciája.

## Példák
- A normál zenei A hang frekvenciája 1939 óta 440 Hz („concert pitch"); a zenekarok erre hangolnak. Érdekesség, hogy 1895-ig ez 415 Hz (historikus A), 1938-ig 435 Hz volt (bécsi A).
- A csecsemő kb. 20 kHz-ig képes hallani a hangokat, de a korral ez a felső határ csökken, akár 6–8 kHz-ig vagy az alá is.
- Európában a váltakozó áram frekvenciája 50 Hz (a zenei G hanghoz közeli frekvencia), Amerikában és Japánban 60 Hz.